# Setantops impictus
Setantops impictus är en stekelart som beskrevs av Heinrich 1968. Setantops impictus ingår i släktet Setantops och familjen brokparasitsteklar. Inga underarter finns listade i Catalogue of Life.